# Early Christianity
Early Christianity (Abkürzung: EC) ist eine theologische Fachzeitschrift. Verlegt wird sie im Mohr Siebeck Verlag in Tübingen. Die Druckauflage beträgt 800 Exemplare. Der erste Band erschien 2010.

## Inhalt
Gegenstand der Zeitschrift ist das frühe Christentum als historisches Phänomen. Die Bezeichnung „frühes Christentum“ soll dabei signalisieren, dass die Vielfalt derjenigen Aspekte in den Blick treten soll, die die Entstehung der christlichen Schriften vornehmlich der ersten beiden Jahrhunderte, ihre Rezeption sowie die Entstehung eines Corpus für die christliche Kirche verbindlicher Texte betreffen. Dadurch wird nicht zuletzt die Unterscheidung zwischen „kanonisch“ und „apokryph“ werdenden Schriften thematisiert. Die Zeitschrift nimmt dabei ein weites Spektrum von Einzelaspekten – wie etwa die Herausbildung christlicher Gemeinschaften im antiken Kontext, Formen sozialen Lebens, Kommunikationswege und -formen, Konfliktpotentiale sowie Überreste materieller Kultur – in den Blick. Die Produktion und Rezeption neutestamentlicher Texte soll auf diese Weise in den weiteren Kontext der Herausbildung des Christentums in religiöser, kultureller und sozialer Hinsicht gestellt werden.

## Erscheinungsweise
„Early Christianity“ erscheint vierteljährlich. Jedes Heft enthält vier oder fünf Aufsätze, von denen zumindest einer in deutscher Sprache verfasst ist. Darüber hinaus enthalten die Hefte Rubriken zu „New books“, „New discoveries“ und „New projects“, die über aktuelle Entwicklungen auf dem Gebiet der neutestamentlichen Wissenschaft und der Erforschung des frühen Christentums informieren. Jedes Heft wird von einem der Herausgeber verantwortet, jedes zweite Heft ist einem speziellen Thema gewidmet.

## Herausgeber
Herausgeber sind Jörg Frey, Clare K. Rothschild, Jens Schröter und Francis Watson, geschäftsführender Herausgeber ist Jens Schröter, Redaktionsassistent ist Matthias Müller.